# Pòntiques
Pòntiques (en llatí: Epistulae ex Ponto; lit.: Cartes des del mar Negre) és una obra d'Ovidi, escrita en quatre llibres.
Cadascuna de les Epistulae estan adreçades a un amic diferent i busquen, més desesperadament que els  Tristia assegurar el seu retorn de l'exili. Els poemes tracten principalment de les sol·licituds que fa als amics per parlar en el seu nom als membres de la família imperial, les discussions sobre els escrits amb els amics, i també fa diverses descripcions de la vida a l'exili. El primer llibre conté deu peces on Ovidi descriu l'estat de la seva salut (10), les seves esperances, records i anhels de Roma (3, 6, 8), i les seves necessitats a l'exili (3).
El Llibre 2 conté peticions apassionades a Germànic, nebot i fill adoptiu de Tiberi, (1 i 5) i a diversos amics per parlar en nom seu a Roma, mentre descriu la seva desesperació i la vida a l'exili.
El llibre 3 compta amb nou poemes en què Ovidi s'adreça a la seva esposa (1) i a diversos amics. Inclou un relat de la història d'Ifigènia a Tauris (2), un poema contra la crítica (9), i un somni de Cupido (3).
El llibre 4, l'obra final d'Ovidi, de 16 poemes parla als amics i descriu la seva vida en un exili posterior. Els poemes 10 i 13 descriuen l'hivern i primavera a Tomis, el poema 14 és una lloança a mitges de Tomis, el 7 descriu la geografia i el clima, i el 4 i 9 són felicitacions als amics pels seus consols i per les sol·licituds d'ajuda. El poema 12 està adreçat a un tal Tuticanus, encara que el seu nom, es queixa Ovidi, no encaixa amb la mètrica. L'últim poema s'adreça a un enemic al qual Ovidi implora que el deixi en pau. L'últim dístic elegíac acaba així:
| «                                      | (llatí) Quid iuuat extinctos ferrum demittere in artus? Non habet in nobis iam noua plaga locum.' | (català) De què serveix enfonsar el punyal en uns membres morts ? Ja no troba lloc en mi una nova ferida' | » |
| — Ovidi, Epistulae ex Ponto, llibre IV |                                                                                                   | |   |